# 조직신학
조직신학(組織神學, 영어: systematic theology, systematics)은 기독교에서 성경과 교회사에서 나타난 신앙적 주제를 논리적이고 체계적 방법론을 사용하여 서술하는 학문이다. 즉 성경에서 가장 중요하게 다루는 주제들인 하나님과 인간, 그리스도, 구원, 교회, 종말 등을 선정하여 체계적인 구조를 형성하고 논리적 서술을 통하여 교리를 형성하고 변호하고 주장하는 학문이다.
유럽에서는 교의학(敎義學, dogmatic theology, dogmatics)이라 불리며 영미권에서는 조직신학이라 불린다. 근대적 기독교 신학의 분류 이전에 신학으로 통칭되던 분야가 조직신학이었다. 조직신학은 기독교 신학에서 주로 구조와 범주를 형성하는 중요한 이론 신학이다. 역사신학과 성경신학, 실천신학, 조직신학이라는 신학의 여러 부문 중에서 조직신학은 이론적 부문에 해당하는 것으로, 기독교의 진리가 시대와 장소, 개성의 제한 없이 보편타당한 필연적인 진리임을 증명하기 위하여 일반적으로 이성적, 논리적, 철학적, 신학적 방법을 사용하여 연구하는 학문이다. 조직신학은 변증학과 교리학, 윤리학의 세 부문으로 구분된다.
변증학은 유물론 등 각 시대의 사상에 대해서, 신으로부터의 계시에 기초를 둔 기독교가 올바름을 변호하고 증명하는 학문이다. 변증학은 기초 신학이라도 하며, 기독교 초기 역사에서 논리적으로 기독교를 변호하며 조직 신학을 형성하는 기본적 틀을 형성하였다.  하지만,  진화를 비롯한 자연과학에 대해서 공격적인 입장을 가지고 있다는 점 때문에 진화론과 사이에 여러 가지 불화하는 논점을 갖고 있다. 현재는 유신진화론의 갈래도 갖고 있다.
윤리학은 죄와 사랑, 구원 등의 기독교 윤리를 연구한다. 20세기에 후반부터는 기독교 윤리학의 독자적 분야로 발전하였다.
교리학은 교의학으로도 불리는데, 신앙 내용을 학문적 형식을 취해서 연역적이면서도 귀납적으로 설명한다. 따라서 교리학에서는 신앙의 입장에 서서, 신이란 무엇인가, 구세주란 무엇인가, 인간이란 무엇인가, 인간은 어떻게 하면 구원을 받을 수 있는가 하는 것들이 문제가 된다. 한편 교리학을 조직신학의 중심으로 생각하는 사람도 많다.

## 교의(도그마)의 어원
도그마(Δογμα)란 말은 "도케인"(δοκειν)이라는 헬라어 동사에서 온 말이다. '도그마'(δογμα)라는 말은 '도케인'(δοκειν:생각하다)과 '모이'(μοι:나)의 합성어로 만들어졌다. 그 의미는 "나에게 그럴듯하게 생각된다"라는 의미이다. 고대의 헬라어에서 일반적 용례는 공인된 결의나 법령으로 현재 의미와 달랐다. 비성경적으로 지나친 도그마의 지배력과 전통의 권위와 교회의 간섭으로 기독교 신학의 발전을 가로막는 것으로 보기 때문이다. 교의학과 조직신학(Systematic Theology)은 모두 성경에 나타난 진리를 조직적으로 진술하는 신학을 가리키는 다른 명칭이다. 다만, 이들 중 어떤 명칭을 사용하는지는 나라마다 다르다.

### 교의학
교의학이라는 명칭은 라인하르트(L. Reinhart)가 그의 책 《교의신학개요》(Synopsis theologiae dogmaticae, 1659)에서 처음으로 사용하였다. 주로 교리에 관련된 학문의 의미로 사용한다.
대표적으로 다음과 같은 학자들이 교의학이라는 이름을 사용한다.
- 독일: 오토 베버(Otter Weber)
- 스위스:  카를 바르트,  에밀 브루너
- 네덜란드: 아브라함 카이퍼, 헤르만 바빙크, 베르까우어
- 남아프리카공화국: 요한 하인즈, 콘라드 베스마르

### 조직신학
대체적으로 영국과 미국의 거의 대부분의 신학자들이 조직신학이라는 명칭을 사용한다. 단순한 교리만이 아니라 교회의 진리를 조직적으로 진술한다는 포괄적 의미로 사용한다. 미국의 찰스 핫지(Charles Hodge)와 폴 틸리히(독일계 미국인)는 조직신학(Systematic Theology)을 쓰며, 예외적으로 독일 학자 볼프하르트 판넨베르크는 조직신학(Systematische Theologie, 1988)용어를 사용한다.

## 정의
조직신학은 엄밀한 의미에서 신학의 한 부분이기에 신학과 동일시 할 수 없다. 그러나 기독교 역사에서 기독교 초기부터 근대까지도 신학은 현재의 조직신학 혹은 교의학을 의미했다. 학문으로서 신학의 분야는 근세에 와서야 학문으로서 신학 분야가 나뉘었고, 근대의 시작인 18세기 무렵부터 현재의 신학 분야를 구분하였다. 근래까지도 조직신학은 넓은 의미에서 신학으로 통용한다. 학문으로서 신학은 최근에는 조직신학(교의학), 구약신학, 신약신학, 역사신학(교회사), 실천신학, 선교학 등으로 분류된다.
조직신학이란 신학의 중요한 주제들을 성경적 논리적 체계를 세워 그 주제를 완성시키는 학문이다. 조직신학이 통상 다루는 주제는 계시, 삼위일체 하나님, 인간, 그리스도, 구원, 교회, 종말이다. 일반적으로 조직 신학으로서 신학이란 어떻게 정의가 내려지는지 살펴보자.
이에 대해 다수의 인물들에 대한 정의의 의견이다.
- 토마스 아퀴나스는 신학이란 하느님에 의해 가르침을 받고, 하느님을 가르치고, 그리고 하느님께 인도하는 것이라 말하였다.
- 찰스 핫지는 신학이란 성경의 사실들 그 자체안에 포함하고 있는 원리와 일반적 진리를 가지고 그것들을 적절한 순서와 관계에서 그 사실들을 제시하는 것이요, 모든 것들을 펼쳐 조화시키는 것이라 말하였다.

- 카를 바르트는 신학이란 교회가 선포하는 것을 연구하는 것과 그 선포가 하나님의 말씀과 일치된 적합한 선포인지 검토하는 것이 교의학의 과제로 본다. 바르트는 모든 학문들이 궁극적으로 신학이 되어야 한다고 말했다. (All sciences might ultimately be theology. CD II.1.7).

- 폴 틸리히는 신학이란 기독교 믿음의 내용들을 조직적으로 해석하는 것이라 말하였고 교회는 조직신학의 고향이라고 한다(The Church is the home of systematic theoloy, Ibid, p. 48) 표현은 그럴듯하지만 실제로 그는 신학을 성경으로부터 해방시켰다. 바르트와 틸리히는 신학을 교회와 밀접한 관계를 갖고 있다고 본점이다.

- 존 멕퀘리는 하이데거의 존재와 시간을 번역하였고 신정통주의자로서 그는 성경은 그 자체가 계시가 아니라고 한다. 성경은 계시에 대한 무오한 기록이나 증언이 아니라 한다. 신학이란 종교적 믿음에 참여와 반성을 통하여 분명하고 사용할 수 있는 일관된 언어를 가지고 이 믿음의 내용을 표현하려고 시도하는 학문이다. (Theology may be defined as the study which, through participation in and reflection upon a religious faith, seeks to express the content of this faith in	the clearest and most coherent language available.) 그의 정의는 계시중심 보다는 일반 종교영역으로 신학의 연구의 범위 넓혔다. 신학을 믿음이라는 인간 주관적인 도구에 지나치게 강조를 두고 있다.

- 칼 라너는 신학이란 믿음(신앙)의 학문이라 말하였고 그것은 믿음 안에서 받아들인 또 붙잡은 신적 계시를 의식적이며 방법적으로 설명하는 것이며 해석하는 것이다.

- 고든 코프먼은 인간과 세계와 하나님에 대하여 종교적인 관점으로부터 해석을 주는 것이라 말하였고 다음의 주장은 그의 의견이다.
  - 신학의 임무란 우리가 하나님과 대화하고 생각한 바를 명쾌하게 하는 것이라고 한다.삼위일체를 우주의 진화론적-역사적 견해 안에서 이해한다.
  - 카푸만은 메노나이트 출신으로 교리보다는 올바른 삶을 강조하는 것에 영향을 받았다.
  - 신 정통주의 영향- 바르트, 폴 틸리히, 리챠드 리버 등의 영향이 Systematic Theology; A Historicist Perspective (1968)에 나타난다. 이 책에서 주제인 하나님을 전적인 타자 개념으로 보고 이 사상을 가지고 인간이 전부이다라는 사상에 도전을 주고 그 사상을 상대화한다.
  - 칸트의 철학과 윤리학에 크게 영향을 받는다. 특히 신학적인 말에서 인간적인 특성에 강조를 두고, 교리보다는 실습(praxis)에 강조를 둔다.
  - 빌헬름 딜타이(Wilhelm Dilthey), R. G. Collingwood, 폴 틸리히 등의 영향으로 인간의 역사적 본질을 알게되었고, 역사주의에 의해 구체화되었다.

- 반틸은 조직신학은 전체적이며, 통일된 체계로 성경에 계시된 하나님에 관한 진리들을 제공하기 위해 애쓰는 것이라 말하였다.[6]

### 최근의개혁주의적 입장
기존의 건전한 많은 학자들이 정의를 한다. 최근의 간단하고 명료한 적절한 정의를 소개하면 존 프레임을 들 수 있다. 그에 따르면 어떤 주제에 대한 성경적인 가르침을 요약하는 것으로 본다. 조직 신학이란 어떤 주어진 주제에 대하여 “전체 성경이 오늘날 우리에게 무엇을 가르치는가?”라는 질문에 대답하는 학문이다.  구르뎀은 말하기를 조직 신학이란 여러 다양한 주제에 관계된 성경 본문들을 수집하고 이해하고, 그리고 그 본문들의 가르침을 분명하게 요약함으로써 각각의 주제에 관해 우리가 무엇을 믿어야 하는지를 알도록 해 주는 것이라고 한다.

## 조직신학의 방법론
1) 기독교 유신론적 방법(The Christian Theistic Method)
반틸의 방법으로 하나님이 모든 유한한 존재와 지식의 근원이시며, 절대적 자의식적 존재이심을 전제해야 한다. 이 말은 명령인데, 비 기독교적인 방법과 구별되는 것이다. 유신론적 방법은 하나님을 지식의 존재 원리로(Principium Essendi of knowledge) 보는 것이다.
2) 종합적인 방법(Synthetic Method)
헤르만 바빙크는 교의학의 방법(Methode der Dogmatiek)에 관하여 3 요소를 말한다. de Heilige Schrift, de belijdenis der kerk en het Christelkk bewustzijn
- (성경, 신조, 기독교적인 의식).

계시인 성경이 신학 방법의 가장 중요한 요소가 되어야 한다. 이 세 요소가 종합적인 방법으로 상호 밀접하게 관련되어야 한다. 종합적인 방법은 신학적 방법 혹은 권위의 방법으로 말해지는데, 이 방법은 성경에 있는 신적 자기 계시로부터 신학을 인출하는 것이다.
3) 현대 신학자들의 신학방법론
이들의 공통점은 감정 또는 이성(reason)과 같은 인간적 철학에 기초하고 있다.
- 슐라이에르마허

인간의 체험, 인간의 감정을 신학의 방법으로 사용했다. 
- 칼 바르트

초기에 변증신학을 사용하고, 후기에 말씀의 신학을 말한다. 변증신학이란 키에르케고르의 역설의 원리에서 영향을 받았다. 이 역설은 모순(역설)을 말하면서 사상을 표현하는 방식으로 키에르케고르는 소크라테스의 반어법을 사용한다. 반어법이란 무지를 드러내는 참된 진리를 깨닫게 한다. 이 방법은 역설적으로 전개한다.
- 불트만

비신화화 방법 - 성경은 고대인의 신화적인 사관에서 기록되었기에 신화적이 요소를 제거하는 것이 비신화화 작업이다. 양식사학파에서 배웠다. - 구전. 전설이 어떻게 전승되어 성경의 형태를 갖게 되었는지를 연구. 역사성을 찾으려고 한다.
실존주의 철학에 의한 해석방법을 도한다.
- 폴 틸리히

상관의 방법 - 현 상황에서 이성이 질문하고 계시가 답변하는 방식으로 신학을 설명한다.
- 존 멕퀘리(John Macquarrie)

서술 - 현상학적인 접근 방법으로 할 것.
해석 - 오늘날 우리를 위한 해석이 필요하다.
적용 - 믿음의 공동체의 삶에 적용.
- 고든 코프먼(Kaufman)

상상적인 건설(imaginative construction).
1. 현상적인 서술- 현대 체험의 다양성을 세계의 개념 안에서 모아야하다. 오늘날의 사람들에게 상관이 되고 의미가 있는 인류학적 우주적인 인식을 포함한다.
2. 상상과 건설적인 생각을 통한 하나님의 이미지/개념을 소개.
3. 현대 체험은 하나님의 관점에 의해서 이해되어야 즉 신학적으로 이해.

## 조직신학의 주제들

### 신론
일반적으로 기독교 신학의 중요한 연구 분야로 성경에 계시된 기독교의 하나님에 대한 성경적-신학적 연구분야이다. 삼위일체 하나님의 본질과 하나님의 사역을 다루는 분야이다.

### 인간론
인간론 (기독교) 기독교 신학의 영역에서 하나님과 관련된 인간을 연구하는 학문이다.

### 기독론
기독론은 조직 신학의 한 분야로서 예수 그리스도의 인격과 사역, 특히 '신성(神性)'과 '인성(人性)'의 관계에 대한 기독교 신학 이론을 말한다.

### 구원론
구원론(성령론)은 성령의 인격과 사역을 다룬다. 특별히 소명. 회개. 회심. 믿음. 칭의. 중생. 성화. 견인. 영화등의 주제를 취급한다.

### 교회론
교회론은 기독교 신학 분야에서 기독교의 기원, 그리스도와 교회의 관계, 구원의 역할, 교회의 정책, 치리, 그리고 리더십과 관련된 기독교 교회를 연구하는 것이다.

### 종말론
기독교 종말론은 기독교에서 세계와 인류의 종말을 전제로 하여 그 모든 관계된 문제를 다룬 이론을 말한다. 그리스도의 재림과 인류의 부활 및 최후의 심판과 새 하늘과 새 땅 등으로 이어지는 종말의 진행 과정을 밝히는 것을 목표로 한다.

## 관련 신학회
조직신학과 관련된 대표적인 학회로 한국에서 1967년 설립한 한국조직신학회는 양대 종교개혁 전통인 개신교 공교회주의와 개혁주의의 전통 조직신학을 포괄적으로 연구한다. 개신교 보수주의를 배경으로 1997년 설립한 한국복음주의 조직신학회, 그리고 개혁주의사상에 기초하여 1996년 설립한 한국개혁신학회, 2002년 설립한 개혁신학회 등이 있다. 주로 조직신학과 현대신학, 윤리학, 그리고 해석학과 같은 주제들을 연구하고 발표하며 책으로 출판하여 한국 신학계에 공헌하고 있다.

## 같이 보기
- 신학
- 신학원리
- 신학방법론
- 기독교신학 작업
- 기독교 신학
- 구성주의 신학
- 기독교 신학
- 해석학적 신학
- 장 칼뱅의 신학
- 마르틴 루터의 신학
- 성경신학

## 고전
C. 단츠와 W. 헤를레에 따른 선별된 주요 신학 문헌:

### 고대 교회
- Irenaeus Lugdunensis: Adversus Haereses.
- Tertullianus: Adversus Praxean.
- Origenes: De principiis.
- Eusebius Caesariensis: Praeparatio evangelica / Demonstratio evangelica.
- Athanasius Magnus: Orationes contra Arianos.
- Augustinus Hipponensis: Confessiones.
- Pseudo-Dionysius Areopagita: De divinis nominibus.

### 중세
- Anselmus Cantuariensis: Cur Deus homo.
- Petrus Abelardus: Sic et non.
- Bernhardus Claraevallensis: Sermones super Cantica Canticorum.
- Bonaventura: Breviloquium.
- Thomas Aquinas: Summa theologica, 1265/66–73.
- Ioannes Duns Scotus: Tractatus de primo principio, ca. 1305.
- Guillelmus de Ockham: Scriptum super libros Sententiarum.
- Meister Eckhart: Das Buch der göttlichen Tröstung.

### 종교개혁
- Philipp Melanchthon: Loci communes, 11521; 21535; 31544; 41559.
- Martin Luther: De servo arbitrio, 1525.
- Jean Calvin: Institutio Christianae Religionis, 11536; 21539/43/50; 31559.
- Robertus Bellarminus: Disputationes de controversiis, 1586–93.

### 정통주의에서 계몽주의까지
- Leonhard Hutter: Compendium locorum theologicorum, 1610.
- Jacques-Bénigne Bossuet, Discours sur l'histoire universelle, Paris 1681.
- Johann Joachim Spalding: Betrachtung über die Bestimmung des Menschen, Greifswald 11748; Berlin 31749.

### 19세기
- Friedrich Schleiermacher: Über die Religion, Berlin 11799; 21806/21; 31831.
- F. Schleiermacher: Kurze Darstellung des theologischen Studiums, Leipzig 11811; 21830.
- F. Schleiermacher: Die Glaubenslehre (= Der christliche Glaube), Berlin 11821/22; 21830/31.
- Anton Günther: Vorschule zur speculativen Theologie des positiven Christentums, Wien 1828f.
- Johann Adam Möhler: Symbolik oder Darstellung der dogmatischen Gegensätze der Katholiken und Protestanten nach ihren öffentlichen Bekenntnisschriften, Mainz 11832; 51838.
- Johann Sebastian von Drey: Die Apologetik als wissenschaftliche Nachweisung der Göttlichkeit des Christenthums in seiner Erscheinung, Mainz 1838–47.
- Søren Kierkegaard, Frygt og Bæven, København 1843.
- Johannes von Kuhn: Katholische Dogmatik, Tübingen 1846–59.
- S. Kierkegaard, Sygdommen til Døden, København 1849.
- Mathias Joseph Scheeben: Die Mysterien des Christentums, Freiburg i.Br. 1865.
- John Henry Newman, An Essay in Aid of a Grammar of Assent, London 1870.
- Albrecht Ritschl: Die christliche Lehre von der Rechtfertigung und Versöhnung, Bonn 1870–4.
- David Friedrich Strauss: Der alte und der neue Glaube, Leipzig 1872.
- A. Ritschl: Unterricht in der christlichen Religion, Bonn 1875.
- Martin Kähler: Der sogenannte historische Jesus und der geschichtliche, biblische Christus, Leipzig 1892.
- Adolf von Harnack: Das Wesen des Christentums, Leipzig 11899/1900; 31902; 51902.
- Ernst Troeltsch: Die Absolutheit des Christentums und die Religionsgeschichte, Tübingen 11902; 21912.
- Wilhelm Herrmann: Unser Glaube an Gott, 1912.
- Albert Schweitzer: Die Geschichte der Leben-Jesu-Forschung, Tübingen 11906; 21913.

### 20세기
- Rudolf Otto: Das Heilige, Gotha 1917.
- Friedrich Gogarten: Zwischen den Zeiten, Leipzig 1920.
- Karl Barth: Das Wort Gottes als Aufgabe der Theologie, München 1922.
- Rudolf Bultmann: Welchen Sinn hat es, von Gott zu reden?, Tübingen 1925.
- K. Barth: Die Kirchliche Dogmatik, Zürich 1932–67.
- Erich Przywara: Analogia entis, München 1932.
- Paul Althaus: Theologie der Ordnungen, Gütersloh 11934; 21935.
- Barmer Theologische Erklärung, 1934.
- Emil Brunner: Unser Glaube: eine christliche Unterweisung, Bern/Leipzig 11935; Zürich 31939.
- Dietrich Bonhoeffer: Nachfolge, München 1937.
- R. Bultmann: Neues Testament und Mythologie, München 1941.
- D. Bonhoeffer: Widerstand und Ergebung, Zürich 1944.
- Henri de Lubac, Surnaturel, Paris 1946.
- P. Althaus: Die christliche Wahrheit, Gütersloh 1947.
- R. Bultmann: Theologie des Neuen Testaments, Tübingen 1948–53.
- Werner Elert: Gesetz und Evangelium, München 1948.
- Erwin Metzke: Sakrament und Metaphysik, Stuttgart 1948.
- Paul Tillich, Systematic Theology, Chicago IL 1951–63.
- P. Tillich, The Courage to Be, New Haven CT 1952.
- F. Gogarten: Verhängnis und Hoffnung der Neuzeit, Stuttgart 1953.
- Pierre Teilhard de Chardin, Le Phénomène humain, Paris 1955.
- K. Barth: Die Menschlichkeit Gottes, Aarau 1956.
- Gerhard Ebeling: Das Wesen des christlichen Glaubens, Tübingen 1959.
- Wolfhart Pannenberg: Offenbarung als Geschichte, Göttingen 1961.
- W. Pannenberg: Dogmatische Thesen zur Lehre von der Offenbarung, Tübingen 1961.
- John Hick, Eschatological Verification, Englewood Cliffs NJ 1963.
- Jürgen Moltmann: Theologie der Hoffnung, München 1964.
- Emanuel Hirsch: Weltbewusstsein und Glaubensgeheimnis, Berlin/Boston 1967.
- J. Moltmann: Der Gott der Hoffnung, Mainz 1967.
- Dorothee Sölle: Atheistisch an Gott glauben?, Freiburg i.Br./Olten 1968.
- Eberhard Jüngel: Die Welt als Möglichkeit und Wirklichkeit, Gtersloh 1969.
- Helmut Gollwitzer: Revolution als theologisches Problem, Leipzig 1970.
- Hans Urs von Balthasar: Theodramatik, Einsiedeln 1971–83.
- Gustavo Gutiérrez, Teología de la liberación, Lima 1971.
- Leuenberger Konkordie, 1973.
- John B. Cobb Jr./David R. Griffin, Process Theology, Philadelphia PA 1976.
- Karl Rahner: Grundkurs des Glaubens, Freiburg i.Br. 1976.
- Dietrich Ritschl: „Story“ als Rohmaterial der Theologie, München 1976.
- E. Jüngel: Gott als Geheimnis der Welt, Tübingen 1977.
- Johann Baptist Metz: Glaube in Geschichte und Gesellschaft, Mainz 1977.
- Falk Wagner: Die Wirklichkeit Gottes als Geist, München 1977.
- Walter Altmann, Conversión, liberación y justificación, Buenos Aires 1983.
- Rosemary Radford Ruether, Can a Male Savior Save Women?, Nashville TN 1976.
- J. Moltmann: Politische Theologie, München 1984.
- Eilert Herms: Offenbarung, Gütersloh 1985.
- E. Jüngel: Der menschliche Mensch, Gütersloh 1985.
- Ingolf U. Dalferth: Volles Grab, leerer Glaube?, Tübingen 1998.
- Wolfgang Huber: Gute Theologie, Stuttgart 2004.

## 참고 문헌
사전
- 기독교 대백과사전(기독교문사)
- 그리스도교 대신학사전(기독교 서회)
- 신학사전(개혁주의 신행협회)
- 버나드 램, 현대 신학의 용어 해설(보이스사)
- 하비, 신학용어사전
- 철학사전 (성균서회)

원서
- J. A. Heynes, Dogmatiek (Pretoria: NGK, 1978).
- C. J. Wethmar, Dogma en Verstaanshorison (Amsterdam: Rodopi, 1977).
- A. Konig, Here Am I (Grand Rapids: Eerdmans, 1982).
- W. van Huyssteen, Theology and the Justificaton of Faith (Grand Rapids: *Eerdmans, 1989).
- Hodge, Systematic Theology
- G. C. Berkouwer, Studies in Dogmatics 14
- O. Webber, Foundation of Dogmatics
- L. Boettner, Studies in Theology
- A. E. MaGrath, Chrisian Theology
- H. Berkhof, Christan Faith
- F. Turrentin, Institutes of Elenctic Theology
- G. J. Spykman, Reformatioinal Theology: A New Paradigm for Doing Dogmatics
- W. Pannenberg, Systematc Theology
- ______, Theology and the Philosopy of Science
- K. Barth, The Gottingen Dogmatics
- ______, Church Dogmatics
- Lewis & Demarest, Integrative Theology
- J. L. Garrett, Systematc Theology
- John Murray, Collected Writings of John Murray
- H. Heppe, Reformed Dogmatics
- A. Kuyper, Encyclopedia of Sacred Theology
- ______, Dictaten Dogmatiek (Kampen, 1910).
- H. Bavinck, Gereformeerde Dogmatiek (Kampen, 1906-1911).
- Erickson, Millard J., Christian Theology Second Edition

국내서적
- 안명준, 한눈에 보는 성경조직신학 (서울:기쁜날, 2014)